# Terränglöpning

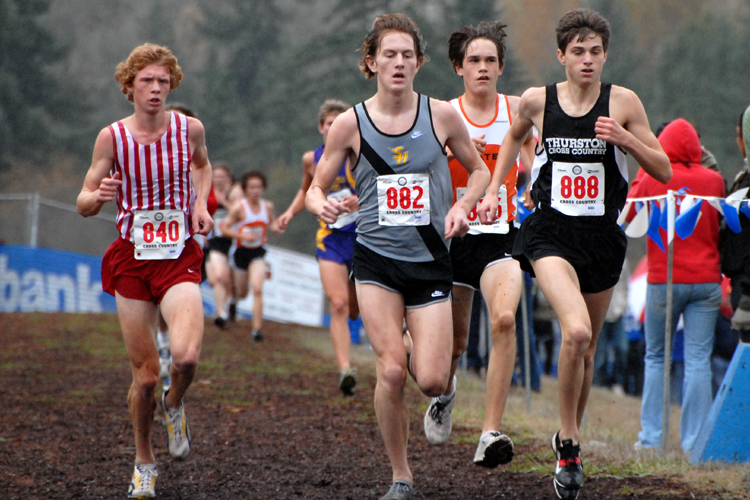
Terränglöpare.

Terränglöpning är en sorts löpning där man springer på stigar, vägar, gräs och annan jämn mark. Det kan ställas i motsats till banlöpning där man springer på löparbanan på en friidrottsanläggning, landsvägslöpning där man uteslutande springer på vägar eller gatlöpning där man uteslutande springer på gator i stadsmiljö.
Sedan 1973 ordnas världsmästerskap och sedan 1994 ordnas Europamästerskap i terränglöpning. Terränglöpning var en gren för herrar inom friidrott i de Olympiska spelen mellan åren 1912 och 1924. Man sprang individuellt och dessutom fanns en lagtävling.
Världens största lopp i terränglöpning är Lidingöloppet, som springs i Sverige i september (tidigare oktober) varje år med över 30 000 deltagare.[källa behövs]